# Тімов Соломон Самуїлович
Соломон Самуїлович Тімов (підпільний псевдонім Лауфер, справжнє прізвище Тинкельман; 10 травня 1898, Резина Сороцького повіту, Бессарабська губернія — 17 серпня 1943, Освенцим) — радянський економіст і публіцист, діяч Комінтерну. 

## Біографія
Брав участь у революційному русі в провінції Бессарабія, що стаала на той час румунською, член ЦК Комуністичної Спілки Молоді Бессарабії, член редколегії парторгану, член Румунської компартії з 1922 року і її представник під час Балканської комуністичної федерації. Інші псевдоніми: Guro, Grigorescu, Laufer, Pierre, Toma. Зазнав переслідувань і в 1923 році втік до СРСР. 4 лютого 1924 року був одним з авторів Доповідної записки в ЦК РКП(б) про необхідність створення Молдавської Радянської Соціалістичної Республіки.
У 1925 році закінчив Московський інститут народного господарства імені Г. В. Плеханова. Був старшим науковим співробітником Міжнародного аграрного інституту, потім Інституту світового господарства і світової політики. Співпрацював у газетах і журналах «Правда», «Известия ВЦИК», «Большевик», «На Аграрном Фронте», «Мировое Хозяйство», «Мировая Политика», «Коммунистический Интернационал»..
4 лютого 1924 року був одним з підписантів доповідну записку до ЦК РКП(б) і ЦК КП(б)У про необхідність створення Молдавської Радянської Соціалістичної Республіки, на підставі якої згодом була утворена Молдавська АРСР у складі Української РСР.
У 1935-1938 роках керував підпільною технікою в закордонному бюро ЦК Комуністичної партії Румунії, з 1936 року член Центрального комітету, потім політбюро ЦК КПР. В 1938 році по лінії Комінтерну направлений разом з дружиною Бертою Нальчер (Ані Лауфер) на нелегальну роботу у Франції (під підпільним псевдонімом Лауфер), де з приходом до влади вішіського режиму в 1940 році інтернований у концтаборі Верне. Георгій Димитров клопотав перед А.Я. Вишинським про повернення С. Тімова в СРСР, але питання на підставі характеристик від колег Тимова за ЦК КПР було вирішене негативно. Соломон Тімов був переведений до концентраційного табору Освенцим і вбитий там 17 серпня 1943 року.
Брат Матвій Самуїлович Тінкельман, загинув на фронті в 1942 році. Сестра — Нихома Самійлівна Тінкельман (1900-1954).

## Публікації
- Октябрьская революция и аграрные реформы в Европе. М.: Московский рабочий, 1928.
- Аграрный вопрос и крестьянское движение в Румынии: Anti-neoiobagia (Критика неокрепостнической теории К. Доброджану-Геря). М.: Московский рабочий, 1929.
- Румыния. М.: Московский рабочий, 1931.
- Экономика Восточной Европы: аграризация или индустриализация? М.: Государственное социально-экономическое издательство, 1931.